# Simon Toldam

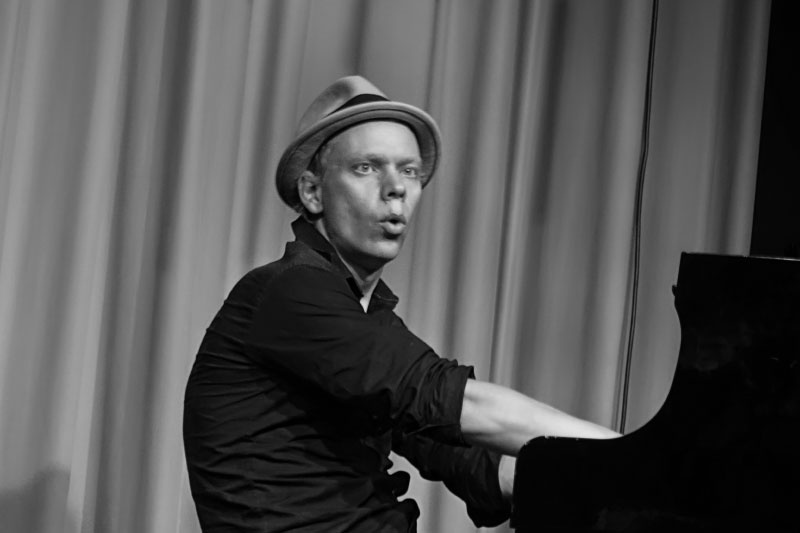
Simon Toldam (Aarhus, 2017)

Simon Toldam Rosengren (* 1979) ist ein dänischer Jazzmusiker (Piano, Komposition).

## Leben und Wirken
Toldam gründete bereits mit neun Jahren sein erstes Trio. International bekannt wurde er zunächst im Trio von Han Bennink (gemeinsam mit Joachim Badenhorst) und bei Sekten. 2007 trat er mit seiner mit Streichern verstärkten Band Prügelknabe beim JazzFest Berlin auf. Er legte weiterhin vier Alben mit Eigenkompositionen mit seinem Trio vor; das Album Omhu wurde 2019 als „bestes Jazz-Album des Jahres“ mit einem Danish Music Award ausgezeichnet. Auch das Album seines Sextett Stork fand bei der Kritik international Beachtung. Gemeinsam mit Anders Bach Pedersen, Qarin Wikström und Stephan Sieben bildete er das dänisch-schwedische Quartett Kostcirkeln, das seit 2007 drei Alben veröffentlichte. Daneben arbeitet er mit Peter Bruun und Torben Snekkestad im Trio Paris Peacock und in einem anderen Trio mit dem schwedischen Bassisten Georg Riedel und dem Holzbläser Nils Berg. 2021 legte er (wiederum mit Georg Riedel und Nils Berg, aber zugleich mit dem Kornettisten Tobias Wiklund und Bassist Anders Christensen) das Album Tak for dit brev vor.
Auch trat Toldam mit Eivind Aarset, Marilyn Mazur (etwa im Trio mit Laura Toxværd), Axel Dörner, Yasuhiro Yoshigaki, Chris Speed, Marc Ducret, Evan Parker, Peter Brötzmann, Nils Petter Molvær, Tristan Honsinger, Dave Douglas, Jakob Bro und Efterklang auf. 2015 erhielt er das dreijährige Arbeitsstipendium des Statens Kunstfond.